# コナン (犬)
コナン（Conan） は雄のベルジアン・シェパード・ドッグ・マリノアでアメリカ合衆国の軍用犬。名前の由来はテレビ司会者のコナン・オブライエン。所属は陸軍のデルタフォース。2019年10月26日のカイラ・ミューラー作戦に参加し、アブー・バクル・アル＝バグダーディー殺害に関与及び負傷したことで注目を浴びた。ケネス・F・マッケンジー・ジュニア将軍は10月30日、犬は作戦中感電により負傷したが無事であり、治療を受け屋外勤務に復帰したと発表した。

## 情報公開
2019年10月28日、ドナルド・トランプ大統領はTwitterでコナンの写真を添え「素晴らしい犬」と述べた。この時点で犬の名前は明かされていなかったが、すぐにニューズウィークにおいて公表され、31日には大統領もTwitterで犬の名前が「コナン」であると認めた。続けて大統領は、保守系メディアのデイリー・ワイヤーが作成した自分がコナンに肉球型の名誉勲章を授与する合成画像を「アメリカン・ヒーロー」と題して投稿した。
これら一連の動きに合わせてコナンの知名度と人気が急激に高まり、「ゼロ・バーク・サーティ」なるスローガンやキャラクター商品まで登場する盛り上がりを見せた。

### 性別
コナンの性別に関する情報が二転三転した。ニューズウィークは一旦コナンが雌と報道してから雄に訂正した。RTL Nieuwsはコナンがオランダのベストでトレーニングされた「5歳の雄でとても賢い」犬だと報道した。11月25日にはホワイトハウスが公式にコナンは雄であると伝えた。翌日アメリカ特殊作戦軍も雄であることを認めた。同日ABCニュースからアメリカ特殊作戦軍がコナンは雌だと語った旨の報道がされた。しかしABCはすぐにこれを撤回し、複数の士官から「コナンは雄」との証言を得られたことを伝えた。

## ホワイトハウス訪問
2019年11月25日、コナンはハンドラーに連れられホワイトハウスを訪問し、ホワイトハウスのローズガーデンでトランプ大統領から報道陣に紹介された。大統領はコナンが今や世界一有名な犬だとした上で「不屈の犬」、「奇跡の犬」などと褒め称えた。メラニア大統領夫人とマイク・ペンス副大統領が同席し、傍らで撫でる副大統領にコナンは懐いた様子で寄り添った。コナンには名誉勲章を模した特注のメダルと額が贈られた。この日大統領は作戦に従事した複数の特殊部隊員とも面会したが、現役兵士であり国家安全保障に関わる機密であるとして詳細は明かされなかった。

## 死没
2023年11月、がんと任務中の負傷が原因で亡くなった。負傷後のコナンはハンドラーに引き取られ、彼の4人の子供や先住犬、鶏、そしてウサギたちに囲まれ平穏な余生を過ごし最期を迎えた。